# Opera di Santa Maria del Fiore
L'Opera di Santa Maria del Fiore è l'istituzione creata nel 1296 dalla Repubblica di Firenze con lo scopo di occuparsi della costruzione della cattedrale di Santa Maria del Fiore. Nei secoli successivi all'edificazione della chiesa e alla sua consacrazione, avvenuta il 25 marzo 1436, continuò a occuparsi dell'arricchimento e della conservazione del complesso monumentale.